# Classe Duncan
Pour les articles homonymes, voir Duncan.
La classe Duncan est une classe de cuirassés de type Pré-Dreadnought construite pour la Royal Navy au début du XXe siècle.
À partir de 1889, les Britanniques voulant garder la suprématie navale renforce leur présence en Méditerranée face aux menaces combinées russes et françaises par la construction de plusieurs classes de cuirassés. Mais la durée de leur importance opérationnelle maximale sera de courte durée.
En 1904, le Royaume-Uni et la France adopte le pacte de l'Entente cordiale tandis que la Russie est vaincue de manière décisive lors de la bataille de Tsushima l'année suivante. Ce combat conduit à la conception britannique du HMS Dreadnought lancé en 1906 qui éclipse la classe Duncan et tous les navires précédents.

## Conception
Commandée en réponse à de grands programmes de construction française et russe, y compris les cuirassés rapides du programme russe, la classe Duncan est une amélioration de la classe Formidable adoptant une taille plus petite et un blindage plus léger pour en augmenter la vitesse. Avec la classe Swiftsure suivante, ils seront les cuirassés de type Pré-dreadnought les plus rapides de la Royal Navy avec des moteurs à 4 cylindres à triple expansion.
Les navires de la classe ont comme nom de baptême le nom d'amiraux célèbres de la Royal Navy et sont officieusement connus comme The Admirals.
Comme tous les pre-dreadnoughts, ils ont été surclassés par les cuirassés Dreadnought qui ont commencé à sortir en 1906, mais ils ont néanmoins continué à effectuer des tâches de première ligne durant la première partie de la Première Guerre mondiale.

## Histoire
Les six navires sont lancés en 1901 et mis en service dès 1903, à part le HMS Cornwallis qui est achevé en 1904. Avant la Première Guerre mondiale ils servent dans la Flotte de la Méditerranée, en Manche et en Atlantique et dans la Home Fleet.
Pendant la guerre, ils quittent la Manche et l'Atlantique pour rejoindre la Méditerranée, à part le HMS Montagu perdu en 1906. Ils participent aux opérations de la bataille des Dardanelles et dans aussi en Océan Indien.
HMS Albemarle
Il porte le nom de l'amiral George Monck, 1er duc d'Albemarle (1608-1670).
Il est gravement endommagé en novembre 1915 lors d'une tempête dans le Pentland Firth en Irlande. En 1916 il a croisé entre Mourmansk et Arkhangelsk. Il est mis en réserve de 1917 à 1919 et a été vendu pour démolition.
HMS Cornwallis
Il porte le nom du Gouverneur général des Indes Charles Cornwallis, 1er marquis de Cornwallis (1738-1805).
Lors de la campagne des Dardanelles il est le premier à faire feu. Il participe à toutes les opérations et est aussi le dernier à quitter cette zone par l'évacuation de Gallipoli. Ensuite il est affecté à la patrouille du canal de Suez et en Océan Indien.
Il est coulé le 9 janvier 1917 au large de Malte par deux ou trois torpilles du sous-marin allemand SM U-32 avec la perte de 15 hommes.
HMS Duncan
Il porte le nom de l'amiral Adam Duncan, 1er vicomte de Camperdown (1731-1804).
Après de nombreuses missions en Méditerranée, aux Açores et à Madère, il est mis en réserve dès 1917 pour être démantelé en 1920.
HMS Exmouth
Il porte le nom de l'amiral Edward Pellew, 1er vicomte d'Exmouth (1757-1833).
En début de guerre il participe au bombardement de Zeebruges puis rejoint la Flotte de la Méditerranée. Après la campagne des Dardanelles il rejoint le stationnement de l'Océan Indien. En 1917 il est placé en réserve puis vendu en 1920 pour démolition.
HMS Montagu
Il est perdu prématurément lors d'un naufrage à l'île de Lundy dans le Canal de Bristol le 30 mai 1906.
HMS Russell
En début de guerre il participe au bombardement de Zeebruges puis rejoint la Flotte de la Méditerranée.
Il heurte deux mines au large des côtes de Malte et coule le 27 avril 1916 avec une perte de 125 hommes.

## Les unités de la classe
| Nom            | Lancement       | Armement         | Chantier naval                                      | Fin de carrière                           | Photo |
| -------------- | --------------- | ---------------- | --------------------------------------------------- | ----------------------------------------- | ----- |
| HMS Albemarle  | 5 mars 1901     | 12 novembre 1903 | Chatham Dockyard Chatham                            | vendu le 19 novembre 1919 pour démolition |       |
| HMS Cornwallis | 13 juillet 1901 | 9 février 1904   | Thames Ironworks and Shipbuilding Company Blackwall | torpillé le 9 janvier 1917                |       |
| HMS Duncan     | 21 mars 1901    | 8 octobre 1903   | Thames Ironworks and Shipbuilding Company Blackwall | vendu le 18 février 1920 pour démolition  |       |
| HMS Exmouth    | 31 août 1901    | 2 juin 1903      | Cammell Laird Sheffield                             | vendu le 15 janvier 1920 pour démolition  |       |
| HMS Montagu    | 5 mars 1901     | 28 juillet 1903  | HMNB Devonport Devonport                            | abandonné en 1907                         |       |
| HMS Russell    | 19 février 1901 | février 1903     | Palmers Shipbuilding and Iron Company Jarrow        | coulé le 27 avril 1916 par mine           |       |